# Varens

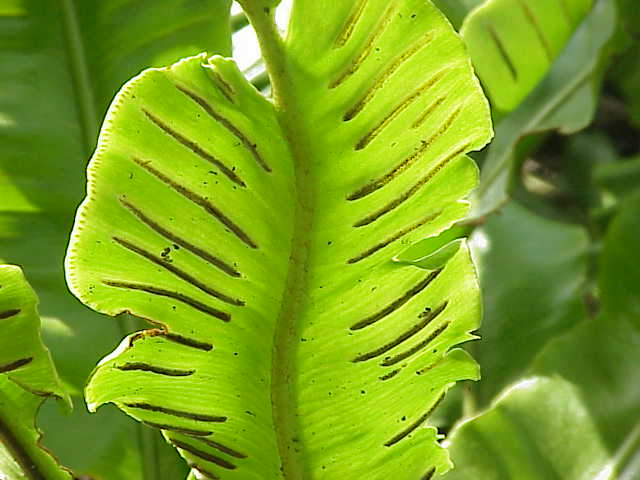
Blad van een tongvaren (Phyllitis scolopendrium)

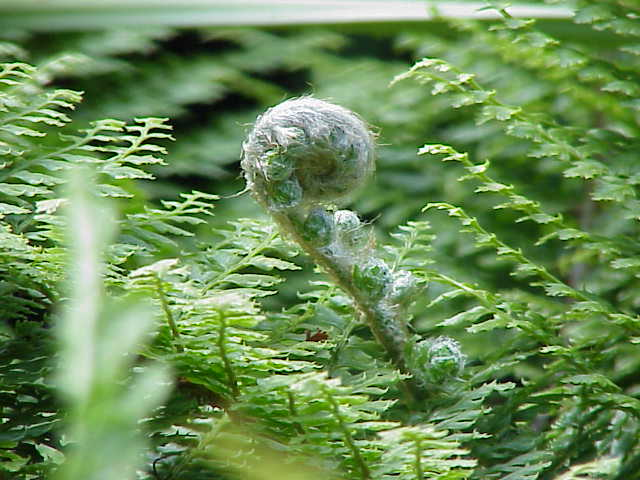
Jong nog opgerold varenblaadje van zachte naaldvaren Polystichum setiferum.

Varens zijn een groep van vaatplanten, naargelang de classificatie, behorend tot de Pteropsida of tot de Monilophyta. Tot de varens worden naast de 'echte varens' ook de eusporangiate varens (de 'varenachtigen', Engels: fern allies) gerekend - waaronder de paardenstaarten, de Psilotopsida met de addertongfamilie, en de Marattiopsida, maar zonder de Lycophyta (wolfsklauwen en biesvarens).
Varens hebben wortels, die het water uit de grond of uit het water halen, of ze ontbreken. De meeste soorten hebben een wortelstok (rizoom), een kruipend stuk stengel onder de grond. Er komen ook boomvarens voor die met de stengels een schijnstam vormen, zodat een 'boomachtig' uiterlijk ontstaat.
De varens hebben bladen die ontspringen uit de wortelstok. Deze zijn niet zonder meer vergelijkbaar met de bladen van de zaadplanten. Veel soorten varens hebben naast fertiele (vruchtbare) bladen, waarop zich de sporangiën bevinden, ook steriele (onvruchtbare) bladen zonder sporen, bijvoorbeeld dubbelloof. Bij veel andere soorten is er geen onderscheid tussen fertiele en steriele bladen, bijvoorbeeld bij niervaren.
Net zoals mossen en wolfsklauwen vermenigvuldigen de varens zich door middel van sporen en vormen ze geen zaden.
De varens vormen zeer oude plantengroepen, waarvan fossielen bekend zijn uit het midden van het Devoon. In het Carboon was de groep zeer talrijk en vormenrijk. Hoewel de meeste van deze soorten in het Perm zijn uitgestorven, is de groep altijd nadrukkelijk aanwezig geweest; zie voor een overzicht fossiele varens.
Varens en varenachtigen komen over de hele wereld voor. Er zijn duizenden verschillende soorten. In het bijzonder zijn ze overvloedig aanwezig in regenwouden (tropisch of gematigd), omdat hier een van de belangrijkste vereisten voor de leefomgeving van de varen – vocht – is gegarandeerd.
De tak van de biologie die gespecialiseerd is in varens heet pteridologie.

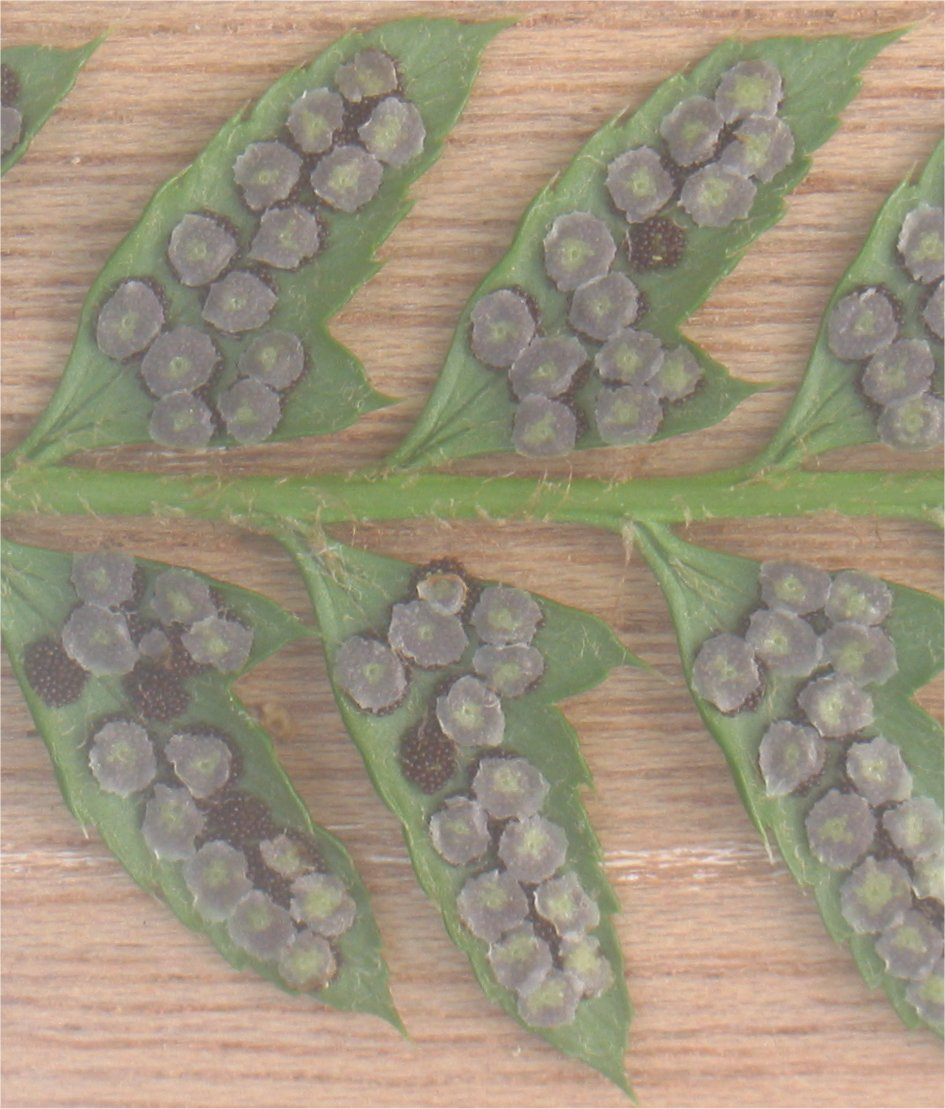
Sporenhoopjes met dekvlies bij de stijve naaldvaren

## Anatomie van de varens

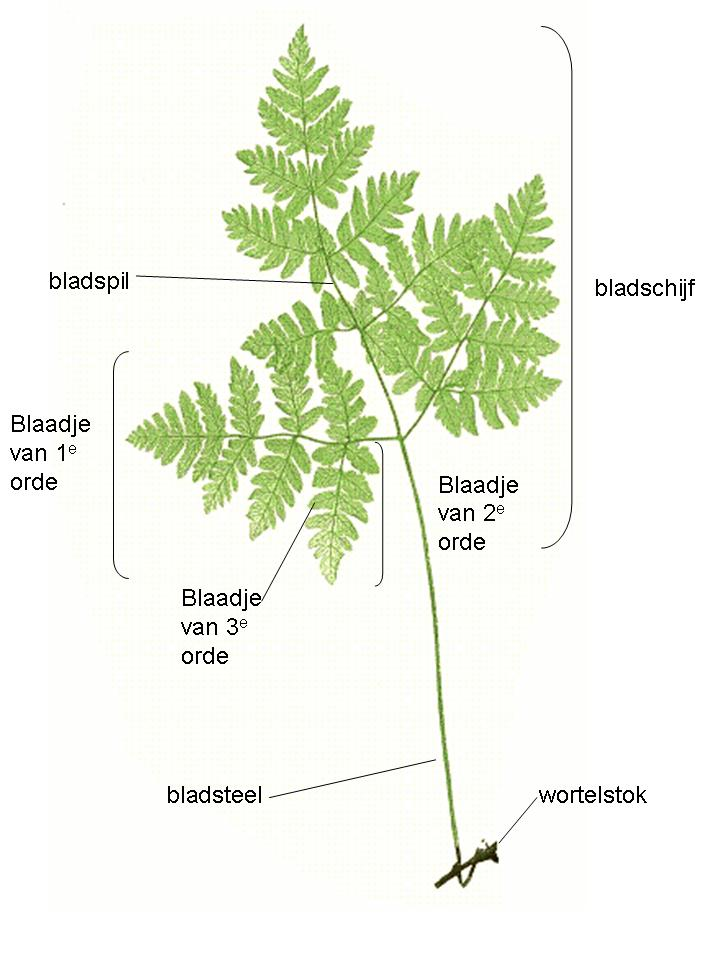
Anatomie van een drievoudig geveerd varenblad (gebogen driehoeksvaren)

Varens zijn vaste kruidachtige of (zelden) boomvormige planten.
Alle Europese varens zijn kruidachtige planten.
Het bouwplan van de planten (met de onderdelen stengel, blad en wortel) gaat voor de varens soms niet goed op, met name voor de fossiele soorten. Om toch de bouw te kunnen verklaren is de teloomtheorie opgesteld.
Varens hebben meestal een overblijvende, ondergrondse wortelstok, en meerdere bladen met een meestal duidelijk te onderscheiden bladsteel en een bladschijf.
Bij sommige tropische varens ontwikkelen op latere leeftijd een schijnstam, doordat de bundel houtvaten zich al groeiend opsplitst en er middenin een houtige kern ontstaat. De buitenzijde van de stam wordt gevormd door luchtwortels, die samen een wortelmantel vormen. De houtige kern en de wortelmantel zorgen samen voor de stevigheid, het watertransport en de opname van vocht uit de lucht. Deze varens worden boomvarens genoemd, maar dit is geen wetenschappelijke classificatie.

### Wortelstok
De wortelstok, rizoom of rhizoma, kan kort, dik en verticaal opstaand zijn zoals bij de mannetjesvaren, of lang, dun en kruipend zoals bij de moerasvaren, of iets ertussenin. In het eerste geval staan de bladen meestal in bundels bij elkaar, in het tweede staan de bladen verspreid, alleen of in kleine groepjes.
Bij de meeste varens is de wortelstok bezet met bruine schubben.
De wortelstok is voor de meeste varens uit koude en gematigde gebieden het enige deel van de plant dat winterhard is. In dat geval ontstaan iedere lente opnieuw nieuwe bladen vanuit de top of vanuit verspreid liggende knopen van de wortelstok.

### Blad
Uit de top of de knopen van de wortelstok ontstaan de bladen of veren van de varen. Jonge bladeren zijn opgerold en hebben dan de vorm van een bisschopsstaf. De meeste varens hebben een min of meer duidelijk afgescheiden bladsteel en bladschijf.
Bij boomvarens ontstaan de nieuwe bladen op de top van de schijnstam.
Dikwijls zijn er twee soorten bladen: vruchtbare of fertiele en onvruchtbare of steriele bladen. De vruchtbare bladen (sporofyllen) dragen aan de onderzijde de sporenhoopjes, waaruit de sporen vrijkomen. De onvruchtbare bladen (trofofyllen) zorgen enkel voor de fotosynthese.
Opmerking: wegens de afwijkende anatomie van varens ten opzichte van hogere planten spreekt men van bladen of veren, niet van bladeren.

#### Bladsteel
De bladsteel kan kort of lang, fragiel of stevig zijn. Hij is, net als de wortelstok, dikwijls bezet met schubben. De vorm en kleur van de schubben is voor sommige soorten kenmerkend.
De bladsteel heeft twee of meer vaatbundels, waarvan het aantal en de vorm eveneens een kenmerk kan zijn. Zo heeft het blad van de adelaarsvaren, wanneer hij onderaan wordt afgesneden, een typische, dubbele-adelaar-tekening.
Bij sommige varens, zoals de gebogen driehoeksvaren, vertoont de bladsteel een knik, waardoor het blad horizontaal komt te hangen. Het voordeel daarbij is dat de sporenhoopjes op de onderzijde van het blad beschermd worden tegen te heftige neerslag.

#### Bladschijf

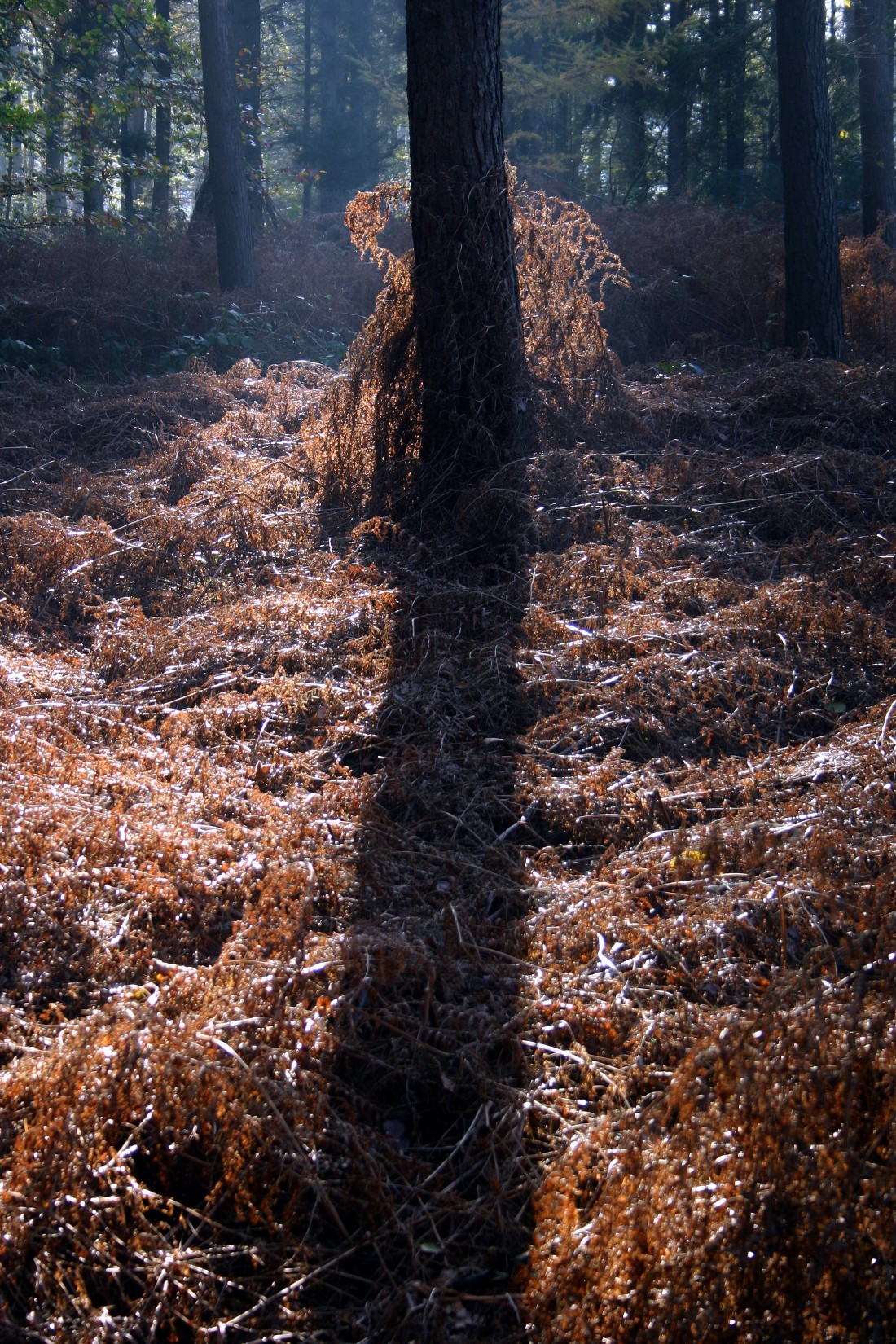
Adelaarsvaren als bodembedekker in het bos (herfst)

Varenbladen zijn gevarieerd van vorm maar hebben een aantal gemeenschappelijke kenmerken. Ze zijn meestal groot, langer dan breed en vaak gedeeld en/of geveerd.
Slechts een minderheid van de varens heeft niet-ingesneden bladen, zoals de tongvaren en de gewone addertong. Meestal zijn ze veerdelig ingesneden, zoals bij de bolletjesvaren, enkelvoudig geveerd zoals bij de steenbreekvaren, dubbel of drievoudig geveerd zoals bij de wijfjesvaren, of vertonen een combinatie van de voorgaande. Sommige varenbladen, zoals die van de gebogen driehoeksvaren, lijken daardoor handvormig samengesteld.
Bij varens met geveerde bladen loopt de bladsteel verder in de bladschijf, en wordt dan bladspil of rachis genoemd. De bladspil kan net als de bladsteel beschubd zijn, zoals bij de geschubde mannetjesvaren. Er is steeds een topblaadje aanwezig.
De pinnae of blaadjes van de eerste orde (ook wel deelblaadjes of bladslippen genoemd) kunnen recht tegenover elkaar staan, of beurtelings links en rechts van de bladspil ontspringen. Ze kunnen symmetrisch van vorm zijn, of asymmetrisch, zoals bij de niervarens. Bij sommige soorten kan de spil van het blaadje draaien ten opzichte van de bladspil, zodat de blaadjes steeds horizontaal komen te staan, zoals bij de kamvaren.
Bij varens met meervoudig geveerde bladen kan men ook nog pinnulae of blaadjes van de tweede en eventueel derde orde onderscheiden.
De bladrand van de blaadjes kan getand, gezaagd of gekarteld zijn of nog andere vormen hebben. De bladtop is zeer dikwijls spits, stekelpuntig of zelfs voorzien van naaldjes, zoals bij de naaldvarens. De basis van het blaadje kan langs één zijde een auriculum of oortje hebben, waardoor het blaadje asymmetrisch wordt. Dikwijls zitten op de onderzijde van die oortjes kleine sporenhoopjes, afwijkend van vorm van die op de rest van het blad.
Als er een onderscheid is tussen fertiele en steriele bladen, dan zijn de fertiele bladen (sporofyllen) meestal kleiner en smaller en hebben smallere bladslipjes dan de steriele (trofofyllen). Voorbeelden daarvan zijn het dubbelloof, de struisvaren en de koningsvaren. Er zijn echter uitzonderingen zoals de gelobde maanvaren, waar het fertiele blad veel langer is dan het steriele.
Jonge en kleine bladen hebben over het algemeen een minder complexe vorm dan oude bladen — zoals enkelvoudig geveerd in plaats van meervoudig.

### Sporenhoopjes
In de sporenhoopjes (eigenlijk: sporangiënhoopje, sorus) bevinden zich de sporendoosjes, waarin de sporen gevormd worden. Dit zijn de voorplantingsorganen van de varen. Zij liggen meestal op de onderzijde van de (fertiele) bladen. Bij veel soorten wordt het sporangiënhoopje afgedekt door een dekvliesje (indusium). Dat beschermt het sporangiënhoopje tot de sporen rijp zijn. Bij andere soorten, zoals het venushaar, worden de sporenhoopjes beschermd door de omgekrulde en al dan niet vliezige bladrand. In dat geval spreekt men van een pseudoindusium.
De sporenhoopjes kunnen zeer verschillend van vorm zijn, van uiterst langwerpig tot rond. Ook de plaats op het blad is gevarieerd: langs de nerf, tegen de bladrand of midden op het bladslipje. Soms bedekken de sporenhoopjes de volledige oppervlakte van het blad.
De vorm en plaats van de sporenhoopjes op het blad en de aanwezigheid en vorm van het dekvliesje zijn belangrijke determinatiekenmerken bij varens. Zo hebben de varens van het geslacht streepvaren typische langgerekte, streepvormige sporenhoopjes zonder dekvliesje, terwijl de niervarens ronde of niervormige sporenhoopjes met een dekvliesje hebben.

## Voortplanting
De diploïde volwassen varen (sporofyt) produceert door middel van meiose in de sporendoosjes de haploïde sporen. Wanneer de sporendoosjes rijp zijn barsten ze open en laten de sporen vrij. Uit de spore ontstaat een (haploïde) prothallium (voorkiem), een hartvormig blaadje (gametofyt) dat over fotosynthese beschikt. Op de voorkiem worden archegonia en antheridia gevormd. In de buik van het archegonium wordt de eitjes en in de antheridia worden de spermatozoïden gevormd. Onder vochtige omstandigheden kunnen de beweeglijke flagellate zaadcellen zich verplaatsen en vindt bevruchting van de eicellen plaats. Uit een bevruchte eicel groeit dan een varenplant. Deze zit eerst op de voorkiem, maar vormt later zelf wortels.
Sommige soorten kennen ook nog een ongeslachtelijke voortplanting door middel van knoppen op de bladen. Uit die knoppen ontstaan jonge plantjes, die later afvallen en zelfstandig verder groeien.
Omdat de voortplanting alleen onder vochtige omstandigheden plaatsvindt, zijn varens erg afhankelijk van water, vooral de soorten die op muren of rotsen groeien. Ook de epifyten (de soorten die op andere planten groeien) gedijen vooral in een vochtige omgeving.

### Vergelijking met wolfsklauwen en paardenstaarten
De wolfsklauwen en verwanten (Lycopsida) hebben de sporendoosjes afzonderlijk in de oksels van de blaadjes zitten.
Sporendoosjes bij paardenstaarten zitten onder aan schildjes (een sporangiofoor). Deze vormen aan de top van de stengels een soort aar. Niet alle stengels zijn echter vruchtbaar. Paardenstaarten en wolfsklauwen hebben minder grote bladen dan varens.

### Vergelijking met mossen
Bij varenachtigen is de plant de sporofyt (deze vormt de sporen) en de voorkiem is de gametofyt (deze vormt de geslachtscellen). Deze generatiewisseling is in hoofdlijnen ook zo bij wolfsklauwen en paardenstaarten. Bij mossen is de generatiewisseling anders. Hier is de mosplant de (haploïde) gametofyt die de gameten (geslachtscellen) vormt en uit de bevruchte eicel ontstaat dan een (diploïde) sporogoon (een steel met een doosje), afgedekt met een huikje (een soort mutsje). In het doosje van de sporogoon worden de sporen gevormd. Uit zo'n spore ontstaat een draadje, waaruit een nieuw mosplantje groeit.

## Taxonomie
Er is geen sterke overeenstemming over de plaatsing van de varenachtigen in het plantenrijk, noch over de interne taxonomie.
| - Embryophyta (landplanten) - Stam Marchantiophyta (Stotler & Crandall-Stotler 1977) (→ mossen s.l., bryofyten) - - Stam Bryophyta (Schimper 1836) (→ mossen s.l., bryofyten) - - Stam Anthocerotophyta (Stotler & Crandall-Stotler 1977) (→ mossen s.l., bryofyten) - Tracheophyta, vaatplanten - † Rhyniophyta (Banks 1975) - - - † Stam Zosterophyllophyta (Banks 1975) - Stam Lycopodophyta (Cronquist & al. 1966) - - † Stam Trimerophytophyta (Banks 1975) - Euphyllophyta (Kenrick & Crane 1997) - † Klasse Cladoxylidopsida - - † Klasse Coenopteridopsida - - Stam Pteridophyta (Schimper 1879), varens - Lignophyta - † Orde Aneurophytales - - - † Orde Protopityales - † Orde Archaeopteridales - Spermatophyta, zaadplanten - † Klasse Lyginopteridopsida - - † Klasse Medullosopsida - - † Klasse Callistophytopsida - - Klasse Cycadopsida - - † Klasse Peltaspermopsida - - - Stam Ginkgophyta - - Stam Gnetophyta - Stam Coniferophyta - - - † Klasse Caytoniopsida - † Stam Cycadeoidophyta - Stam Angiospermophyta (Berry 1915), bedektzadigen - basale 'angiosperms' - - 'magnoliids', magnoliiden (Magnoliopsida) - - Monocotyledoneae ('monocots') - Dicotyledoneae ('eudicots') |
| een polyfyletische groep → wordt ook gerekend tot polyfyletisch groep |

De 23e druk van de Heukels plaatst de varens (samen met de paardenstaarten) in de subklasse Pteropsida, met daarin twee ordes: Ophioglossales en Filicales. In deze classificatie wordt vooral gebruikgemaakt van de vorm van bladeren en de plaats van de sporendoosjes.
De meest recente classificatie van Smith et al. (2006), gebaseerd op DNA-onderzoeken op verschillende genen van deze planten, plaatst de varens en varenachtigen in de clade Monilophyta met daaronder vier klasses, waarvan drie met slechts één of twee families. De paardenstaartfamilie (Equisetaceae) wordt hier bij gerekend, en blijkt nauwer verwant aan de 'echte' varens dan bijvoorbeeld de addertong en de maanvaren (Ophioglossaceae). Recente onderzoeksresultaten

bevestigen dit beeld echter niet en plaatsen de paardestaarten naast en de eusporangiaten binnen de groep van varens.